# Indiens des Sambres
Les « Indiens des Sambres », étaient le nom donné par les français, à la fin du XVIIe siècle, aux indiens Kunas au Sud-Est de l'isthme de Panama, près de l'archipel de San Blas.
Dès les années 1680, plusieurs centaines de flibustiers descendaient le rio Chuchunaque avec l'aide de ces indiens Kunas, pour aller piller le Pacifique, dans les expéditions des Mers du Sud, épisode raconté dans les livres autobiographiques de William Dampier et  Lionel Wafer, qui a vécu plusieurs années au milieu de ces indiens.
Wafer évalue à environ 800 le nombre de français vivant dans les îles San Blas, avec les indiens, dont ils épousent les femmes, donnant naissance à de nombreux métis. Ces récits sont lus en Angleterre et en Écosse, où à partir de 1695, s'organise le projet Darién, consistant à implanter un peu au sud de la colonie française du Darién, une colonie écossaise spécialisée dans le commerce entre les deux océans. Son promoteur, William Paterson, gouverneur de la Banque d'Angleterre, a lu les récits de corsaires, compte sur l'aide des indiens Kunas et vient voir la colonie française pour se présenter et s'informer.
Les « indiens des Sambres » sont mentionnés dans les échanges de lettres années 1690, entre le secrétaire d'État à la marine Jérôme Phélypeaux de Pontchartrain et l'amiral Jean-Baptiste Du Casse, qui espère s'emparer de Porto Bello, pour franchir l'isthme de Panama. Mais Cartagène en est trop éloignée jugent beaucoup de flibustiers.
Les « indiens des Sambres »  sont aussi évoqués dans les courriers de Joseph d'Honon de Gallifet, qui succédera à Du Casse en 1700, et qui participa auparavant à l'expédition de Carthagène de 1697, à la tête de "110 volontaires coloniaux", assistés de "180 noirs libres sous la direction de Jean-Joseph de Paty.
Les « indiens des Sambres » cultivaient le cacao de longue date. Ce commerce est stimulé par l'échange d'armes et d'autres marchandises, que leur procurent les boucaniers français, anglais et hollandais, qui se rendent au Rendez-vous de l'île d'Or. 
La production de la cette colonie associant français et amérindiens, sans existence officielle ni légale, est exportée en contrebande, et répartie sur 73 exploitations, avec plus de 100 000 pieds de cacao, selon la demande d'indemnisation déposée après que les indiens ont expulsé les Français en 1760, pour commercialiser le cacao avec des colons anglais, installés clandestinement aussi dans cette zone.
La région espagnole du Golfe d'Uraba, sous le contrôle de Carthagène, était sujette à une certaine instabilité et de nombreuses révoltes, tant chez les noirs que les indiens, comme en témoignent les révoltes des Indiens des Sambres et celle du grand palenque de San Basilio, à 60 kilomètres de Carthagène, de l'autre côté du golfe.